# Kunsthaus Hamburg

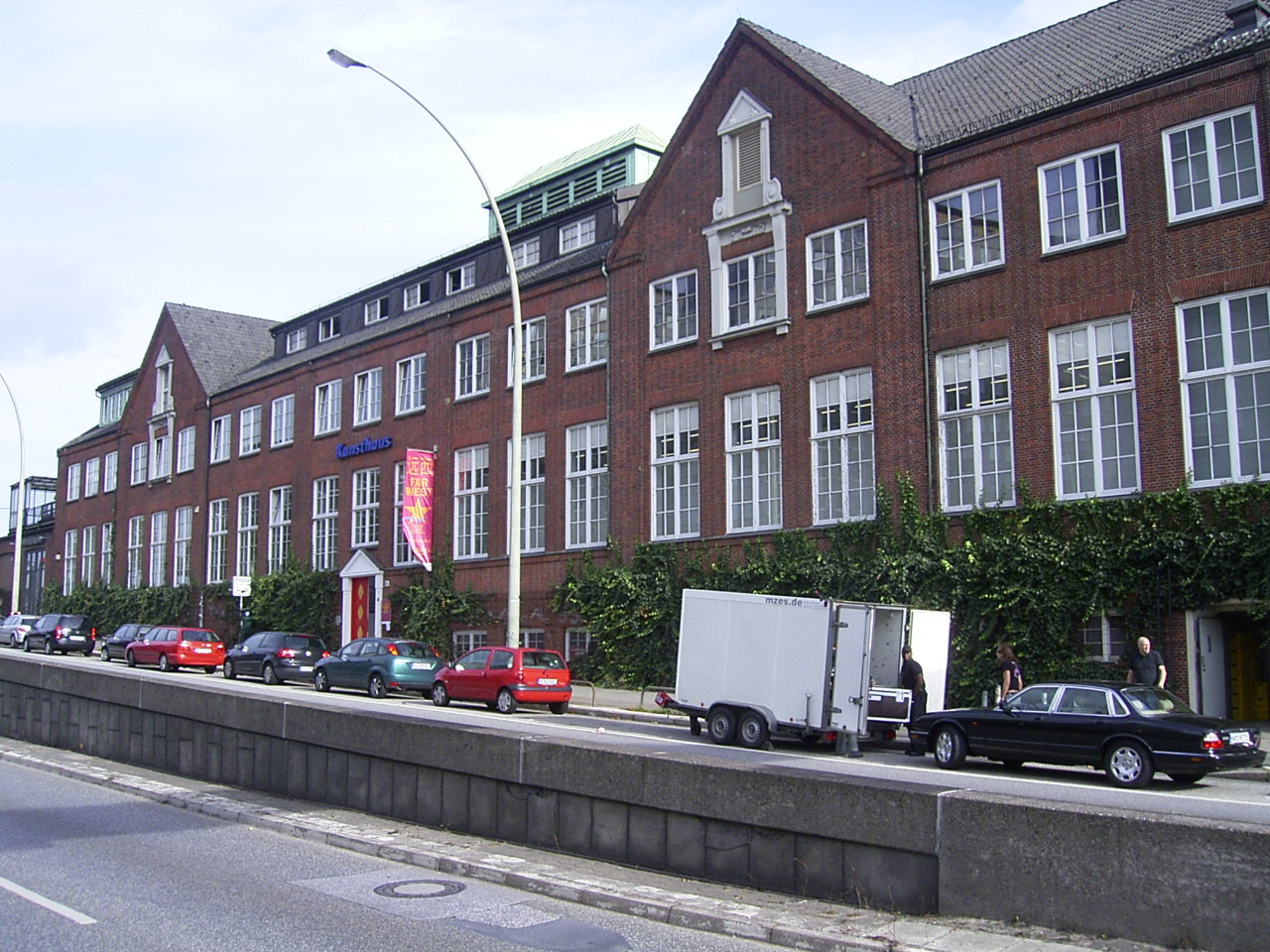
Kunsthaus Hamburg (2006)

Das Kunsthaus Hamburg ist ein Zentrum für zeitgenössische Kunst, gelegen zwischen Hauptbahnhof und Deichtorhallen. Es wurde 1962 von der Kulturbehörde Hamburg gegründet und widmet sich in wechselnden Einzel- und Gruppenausstellungen internationalen sowie lokalen Positionen aktueller bildender Kunst.

## Programm
Das Kunsthaus Hamburg versteht sich als Ausstellungsort für zeitgenössische Kunst und darüber hinaus als Diskussionsort für aktuelle gesellschaftsrelevante Fragestellungen. Neben den jährlich fünf bis acht wechselnden Einzel- und Gruppenausstellungen bildender Kunst und angrenzender Disziplinen finden hier Künstlergespräche, Vorträge, Symposien, Lesungen, Filmvorführungen und andere Veranstaltungen statt. Dabei stehen die Förderung jüngerer zeitgenössischer Künstler sowie der Bezug zu historischen Positionen der Stadt im Fokus. Die wesentliche Aufgabe besteht heute darin, die ursprüngliche lokale Ausrichtung des Hauses in einen internationalen Kontext der Gegenwartskunst zu stellen. Neben internationalen Einzel- und Gruppenausstellungen bietet das Kunsthaus Hamburg jährlich einen Überblick der aktuellen, lokalen Nachwuchsszene mit der Präsentation der Bewerber des Hamburger Arbeitsstipendiums sowie mit der Jahresausstellung des Berufsverbands Bildender Künstlerinnen und Künstler Hamburg. Zudem werden im Kunsthaus Hamburg seit 2007 die Preisträger des Kunstpreis Finkenwerder, einem der höchstdotierten Kunstpreise Europas, ausgestellt. Zu den Preisträgern zählten unter anderem Edith Dekyndt, Georges Adéagbo, Christian Jankowski, Ulla von Brandenburg, Daniel Richter oder Candida Höfer.

## Geschichte

### Gründung
Im Jahr 1962 von der Kulturbehörde Hamburg gegründet, wurde das Kunsthaus Hamburg 1963 mit der Ausstellung „Hamburger Malerei von 1912 bis heute“ vom Berufsverband Bildender Künstlerinnen und Künstler Hamburg (BBK) eröffnet. Ursprünglich war der Verein Träger des Hauses und bot den Hamburger Gegenwartskünstlern einen neuen und eigenen Ausstellungsort. Das Kunsthaus befand sich zu dieser Zeit in einem im Bauhaus-Stil vom Architekten Paul Seitz entworfenen Gebäude am Ferdinandstor, wo heute die Galerie der Gegenwart der Hamburger Kunsthalle steht. Es war über einen Glasgang mit dem Kunstverein in Hamburg verbunden.

### Umzug
Anfang der 1990er Jahre musste das Kunsthaus Hamburg sowie auch der Kunstverein in Hamburg dem Neubau der Galerie der Gegenwart der Hamburger Kunsthalle weichen: der Gebäudekomplex wurde abgerissen und das Kunsthaus Hamburg zog gemeinsam mit dem Kunstverein in Hamburg 1993 in die Räumlichkeiten der ehemaligen Markthallen am Klosterwall 15.

### Seit 1993
Nachdem das Kunsthaus Hamburg 2002 in eine gemeinnützige GmbH überführt wurde, bekam die Institution eine neue Struktur. Eine eigenständige Geschäftsführung wurde eingesetzt und der Berufsverband Bildender Künstler wurde Hauptgesellschafter. Weitere Gesellschafter wurden die Griffelkunst-Vereinigung Hamburg e. V., der Verein Neue Kunst in Hamburg und anfangs die Lichtwark-Gesellschaft, später der Medienunternehmer Frank Otto. Die Geschäftsstelle des Berufsverbands Bildender Künstler*innen befindet sich im Kunsthaus Hamburg, er zeigt dort jährlich eine Jahresausstellung und organisiert weitere Veranstaltungen.
Das Kunsthaus Hamburg ist eine wichtige Anlaufstelle für Hamburger Künstlerinnen und Künstler. Der Verein Ateliers für die Kunst e. V. (AfdK), der Arbeitsräume für Hamburger Künstler vermittelt, hat sein Büro seit 1993 ebenfalls in den Räumen des Kunsthauses Hamburg.
Nach 9 Jahren Amtszeit von Katja Schroeder hat Anna Nowak die Leitung des Kunsthaus Hamburg im Jahr 2023 übernommen.
Vorherige Leiter des Kunsthauses Hamburg waren Ruth Dunckelmann (1963–1986), Petra von der Osten-Sacken (1986–1989), Doris Cordes-Vollert (1989–1992), Rita Baukrowitz (1992), Claus Mewes (1993–2013) und Katja Schroeder (2014–2023).

## Ausstellungen
Auswahl aus der kompletten Ausstellungsübersicht:
- 2024
  - Lila-Zoé Krauß – [After her Destruction]
  - Jakob Spengemann, Akinori Tao – While We’re Gone
  - Sam Vernon | Alter-Reservoir
  - Rosanna Graf – Ordinary Women – Carrier Bags of Friction

- 2023
  - Once in a Blue Moon
  - SPEAKING BACK
  - Exzentrische 80er: Tabea Blumenschein, Hilka Nordhausen, Rabe perplexum und Kompliz*innen aus dem Jetzt

- 2022
  - Leyla Yenirce – SO MUCH ENERGY
  - Sand !Hū Sand
  - Formafantasma: Seeing the Wood for the Trees
  - LO(L) – Embodied Language

- 2021
  - Carlos León Zambrano – Eine Sekunde zuvor
  - from creatures to creatures
  - Ilana Harris-Babou: Reines Vergnügen

- 2020
  - Melanie Bonajo, Madison Bycroft, Anne Duk Hee Jordan – Making Kin!
  - Véréna Paravel & Lucien Castaing-Taylor: Ah humanity!

- 2019
  - hybrID
  - Me at the zoo
  - Die Diskreditierten – Lesen ohne Atomstrom zu Gast im Kunsthaus Hamburg
  - Goutam Ghosh – Reptiles
  - Edith Dekyndt – The White, The Black, The Blue

- 2018
  - Shirana Shahbazi – Objects in Mirror Are Closer than They Appear
  - Flaka Haliti – Here – Or Rather There Is Over There

- 2017
  - Tejal Shah – UNBECOMING
  - Georges Adéagbo – À la rencontre de l’art (Kunstpreis Finkenwerder)
  - Ida Ekblad – Diary of a Madam

- 2016
  - Bani Abidi – Exercise in Redirecting Lines
  - ...und eine welt noch – Hanne Darboven im Kontext zeitgenössischer Kunstproduktion

- 2015
  - Khalil Rabah – Scale Models
  - Christian Jankowski – Überlieferte Kunstgeschichte (Kunstpreis Finkenwerder)

- 2014
  - Thomas Kilpper – 150 Years of Printmaking (in Kooperation mit Griffelkunst-Vereinigung Hamburg e. V.)

- 2013
  - „freedom roads!“ – Koloniale Straßennamen / Postkoloniale Erinnerungskultur
  - Ulla von Brandenburg – Shadowplay (Kunstpreis Finkenwerder)
  - Nachtmahre und Ruinenengel. Hamburger Kunst 1920 bis 1950
  - „Die Reform der Großstadtkultur. Das Lebenswerk Fritz Schumachers (1869–1947)“ (Eine Ausstellung des Fritz-Schumacher-Instituts)

- 2012
  - Jan Meyer-Rogge

- 2011
  - Thorsten Brinkmann (Kunstpreis Finkenwerder)

- 2009
  - Daniel Richter (Kunstpreis Finkenwerder)
  - Friedrich Einhoff – Retrospektive
  - Clivia Vorrath – linea clivia
  - In den Tod geschickt. Die Deportationen von Juden, Roma und Sinti aus Hamburg 1940–1945. (In Zusammenarbeit mit der Forschungsstelle für Zeitgeschichte, Hamburg)

- 2007
  - Candida Höfer (Kunstpreis Finkenwerder)

- 2008
  - Alicja Kwade, Stefan Panhans

- 2006
  - Ai Weiwei und Lu Hao – Chinascapes (in Kooperation mit Sammlung Sigg)
  - KP Brehmer. Xu Jiang. Wu Shan Zhuan. Shan Fan – Far West

- 2001
  - Wols. Aquarelle, Zeichnungen und Notizblätter

- 1999
  - Jochen Lempert – 365 Tafeln zur Naturgeschichte

- 1995
  - Rolf Rose

- 1994
  - Aby Warburg, Mnemosyne-Atlas – Bilder aus dem Warburg Institute, London